# Люксембургско-мексиканские отношения
Люксембургско-мексиканские отношения — двусторонние дипломатические отношения между Люксембургом и Мексикой. Государства являются членами Организации экономического сотрудничества и развития и Организации Объединённых Наций.

## История
В 1947 году были установлены дипломатические отношения между государствами. В 1980 году премьер-министр Люксембурга Пьер Вернер посетил Мексику с официальным визитом, где провел переговоры с президентом Хосе Лопесом Портильо. Во время его визита в Мексику стороны обсудили и подчеркнули активное сотрудничество, особенно в черной металлургии, а также участие Люксембурга в сталелитейном проекте Лас-Тручас в мексиканском штате Мичоакан. В марте 1991 года министр иностранных дел Жак Поос посетил Мексику. В апреле того же года министр иностранных дел Мексики Фернандо Солана посетил Люксембург с официальным визитом, став единственным высокопоставленным представителем мексиканского правительства, посетившим эту страну.
В марте 1996 года великий герцог Люксембурга Жан посетил Мексику с официальным визитом. Находясь в Мексике, он встретился с президентом Мексики Эрнесто Седильо, оба лидера подписали Соглашение о воздушных сообщениях, а также согласились на создание Консультационного механизма по взаимным интересам. В декабре 1997 года Мексика и Европейский союз (ЕС) подписали Соглашение об экономическом партнерстве, политической координации и сотрудничестве. В ходе переговоров Люксембург, как государство-член ЕС, играл нейтральную роль и не чинил препятствий. Однако, ратификация Соглашения была остановлена правительством Люксембурга в течение 1998 года и большей части 1999 года из-за налогового спора. Ситуация разрешилась подписанием в январе 2000 года обеими странами Соглашения об избежании двойного налогообложения.
В апреле 2019 года премьер-министр Люксембурга Ксавье Беттель посетил с официальным визитом Мексику, где встретился с президентом Андресом Мануэлем Лопесом Обрадором. В ходе визита лидеры договорились углубить торговый и инвестиционный обмен между двумя странами. Они также согласились с важностью модернизации Глобального соглашения между Мексикой и Европейским союзом. Премьер-министр Ксавье Беттель также обратился к Сенату Мексики и призвал законодателей продвигать права ЛГБТ и женщин в стране.
В феврале 2023 года заместитель министра иностранных дел Мексики Кармен Морено Тоскано посетила Люксембург и встретилась со своим коллегой Жан-Полем Олинджером. Стороны обсудили возможность укрепления двусторонних отношений между странами путём создания механизма политических консультаций.

## Двусторонние соглашения
Между государствами подписано несколько двусторонних соглашений, таких как: Соглашение об отмене визовых требований для владельцев обычных паспортов (1975 год); Соглашение об экономическом сотрудничестве (1984 год); Соглашение о воздушных перевозках (1996 год); Соглашение о поощрении и взаимной защите инвестиций (1998 год); Соглашение об избежании двойного налогообложения (2000 год) и Соглашение о культурном, образовательном, молодежном и спортивном сотрудничестве (2006 год).

## Торговля
В 1997 году Мексика подписала Соглашение о свободной торговле с Европейским союзом (в который входит Люксембург). В 2018 году объём товарооборота между государствами составил сумму 170 миллионов долларов США. Экспорт Люксембурга в Мексику: печатные платы, железо, сталь, техника и медицина. Экспорт Мексики в Люксембург: инструменты и приспособления для медицины, хирургии, стоматологии или ветеринарии, компьютеры и запчасти, телефоны и мобильные телефоны, и поликарбонаты.
В Мексике представлены 82 люксембургские компании. В 2018 году Люксембург инвестировал в Мексику 303 миллиона долларов США. Люксембургская сталелитейная компания ArcelorMittal работает в Мексике. Люксембургская компания Cargolux также выполняет регулярные грузовые рейсы между обеими странами. Мексиканские многонациональные компании, такие как Alsea и Cemex, работают в Люксембурге.

## Дипломатические представительства
- Интересы Люксембурга в Мексике представлены через посольство в Вашингтоне (США), а также имеется почётное консульство в Мериде[8].
- Мексика представляет интересы в Люксембурге через посольством в Брюсселе  (Бельгия), а также почётное консульство в городе Люксембурге[9].